# Ignazio Gardella
Mario Gardella, detto Ignazio (Milano, 30 marzo 1905 – Milano, 16 marzo 1999) è stato un architetto, ingegnere e designer italiano.

## Biografia

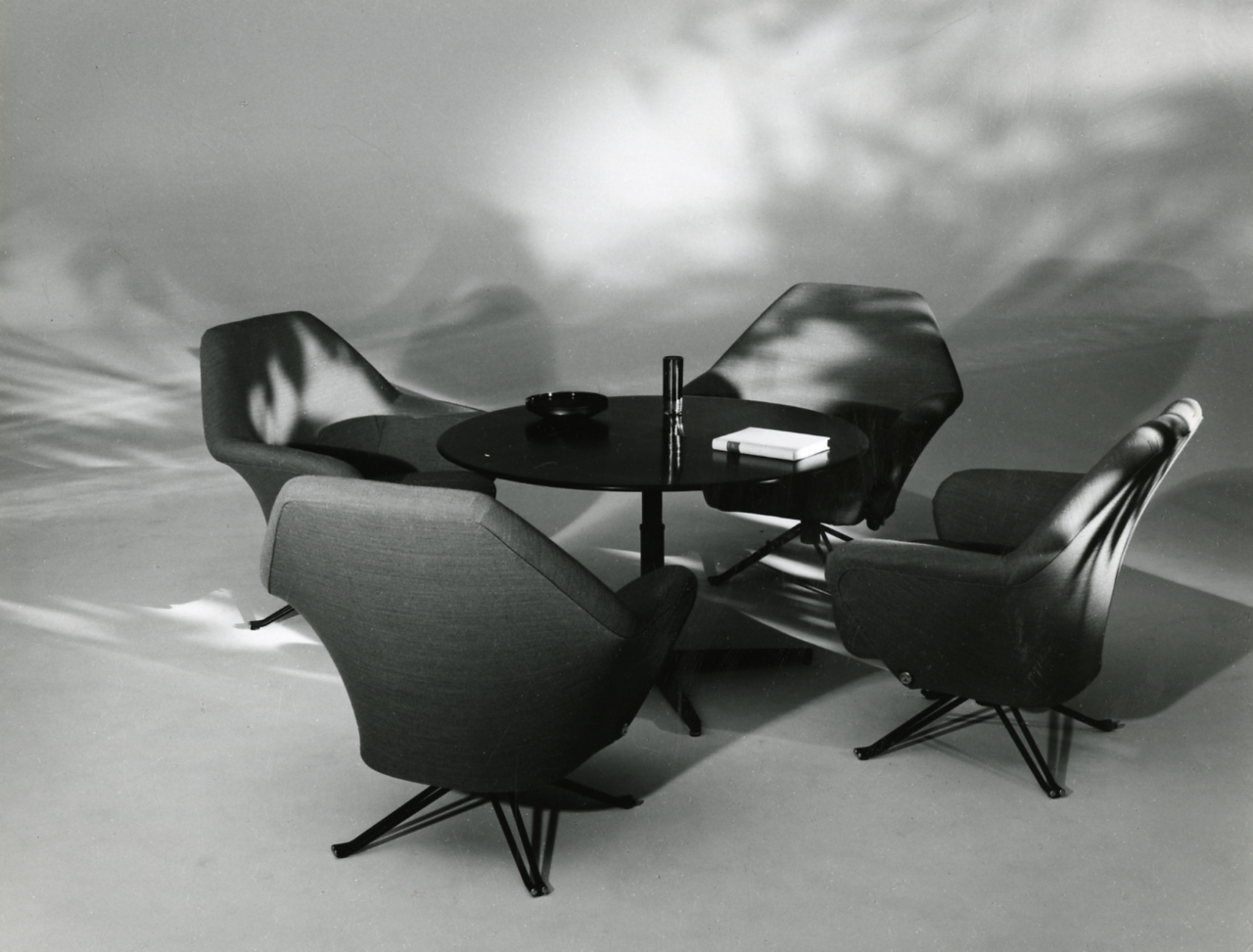
Mobili per ufficio, Tecno. Foto di Paolo Monti, 1963

Figlio di Arnaldo, nacque in una famiglia di ingegneri e architetti di origine genovese, il cui capostipite fu l'omonimo bisnonno Ignazio Gardella senior. Benché il suo nome originale fosse Mario, Gardella scelse a 18 anni di firmarsi Ignazio, in onore del bisnonno.
Dal 1915 al 1923 frequentò il Regio Liceo Ginnasio Giovanni Berchet di Milano e strinse amicizia con il compagno di scuola Luchino Visconti, futuro regista teatrale e cinematografico. Si laureò in ingegneria al Regio Istituto Tecnico Superiore (futuro Politecnico di Milano) nel 1928, mentre ottenne successivamente la laurea in architettura allo IUAV, Istituto Universitario d'Architettura di Venezia, nel 1949.
Nel periodo universitario entrò in contatto con gli altri giovani protagonisti della scena milanese assieme ai quali prende parte attiva alla creazione del Movimento Moderno italiano.
La lunga attività professionale, che iniziò prima della laurea alla fine degli anni venti con il padre Arnaldo Gardella, produsse una gran quantità di progetti e realizzazioni, in particolare alcuni lavori di edilizia ospedaliera e assistenziale commissionati da Teresio Borsalino, figlio del fondatore dell'omonima azienda e prozio di Aura Usuelli, moglie di Ignazio Gardella dal 1933. Tra i primi edifici il Dispensario antitubercolare di Alessandria (1934-38), considerato uno dei capolavori dell'architettura razionalista italiana. Prima della guerra si collocano anche alcune importanti partecipazioni a concorsi d'architettura, come quello per la costruzione della Casa del Fascio di Oleggio insieme all'architetto Luigi Vietti.
Nel dopoguerra Gardella riprese l'attività con pieno vigore producendo molte opere importanti e alcuni capolavori, come le case Borsalino per impiegati ad Alessandria (1952). Negli stessi anni fu protagonista dei maggiori momenti culturali, quali i CIAM (nel 1952 fondò con altri la sessione estiva di Venezia; nel 1959 partecipò al XI CIAM a Otterlo nei Paesi Bassi) e i primi congressi INU (il primo nel 1949).
La figura di Gardella rimase ai vertici dell'architettura italiana per tutti gli anni sessanta e settanta, con intensa attività professionale la cui importanza è testimoniata dalla presenza sulle maggiori riviste internazionali. Suo è il progetto del nuovo Palazzo di Giustizia della Spezia. Nell'ultimo periodo della sua vita Gardella, ormai tra i decani dell'architettura nazionale, produce ancora significativi progetti, come la Facoltà di Architettura di Genova (1975-89), che lo pongono ancora in prima linea nel dibattito sull'architettura.

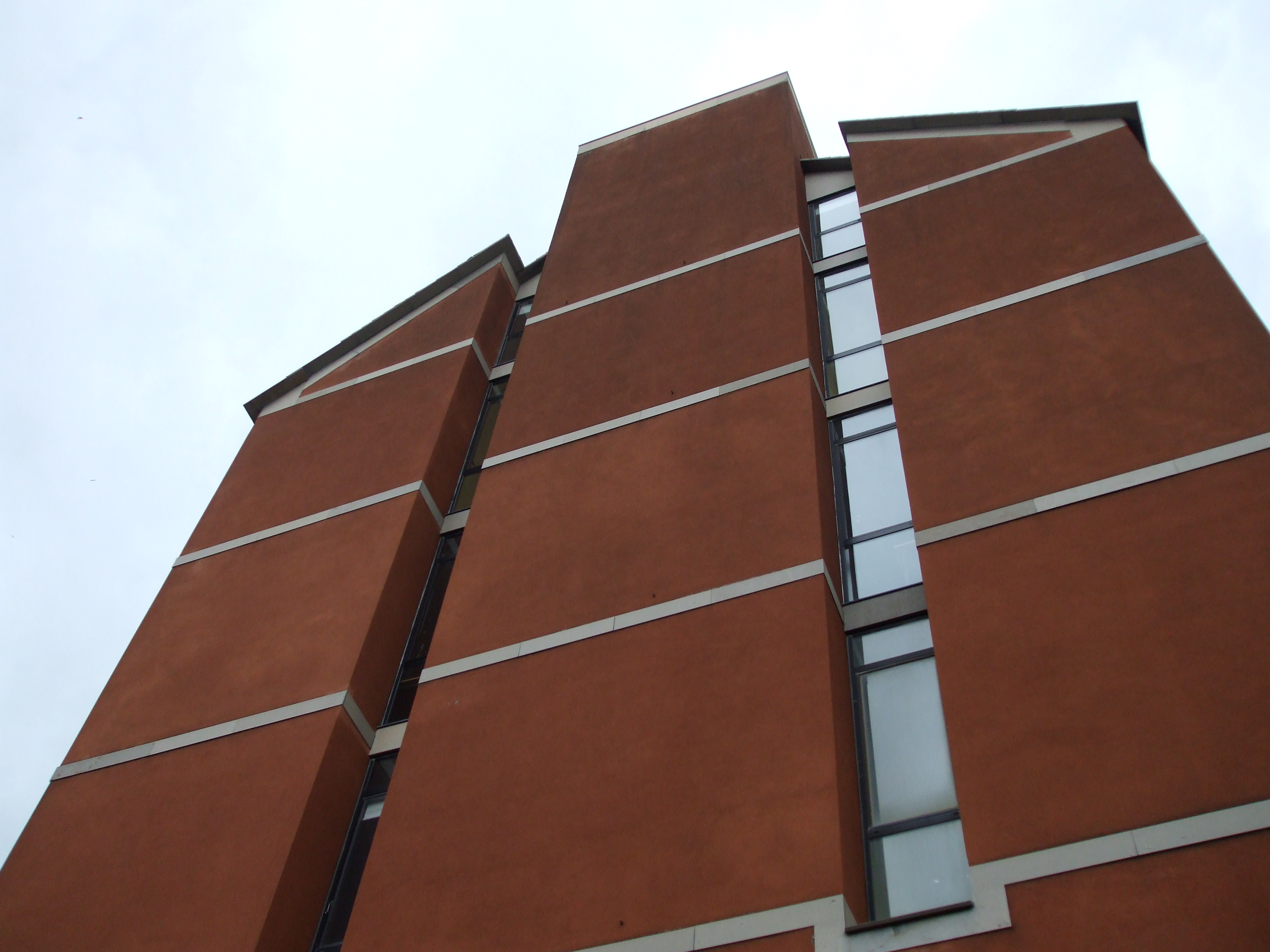
Facoltà di Architettura, Genova

L'attività di Gardella ha avuto un ruolo determinante anche nel campo del design già dal 1947 quando, insieme a Luigi Caccia Dominioni, fondò Azucena, la prima azienda che inaugurò la produzione italiana di design di qualità. Gardella ha progettato principalmente mobili d'arredamento.
Gardella svolse anche un'importante attività didattica, da quando nel 1949 venne invitato da Giuseppe Samonà a far parte dello staff dell'Istituto d'Architettura di Venezia. La carriera universitaria lo portò a essere nominato professore ordinario nel 1962 e si protrasse fino al 1975.
Il Centro Studi e Archivio della Comunicazione di Parma conserva un fondo dedicato a Ignazio Gardella, consistente in 32 759 materiali progettuali (schizzi, disegni, disegni esecutivi, copie eliografiche, radex e materiali documentari) relativi a 974 progetti. La prima parte del fondo, pubblico e liberamente consultabile, consistente in 15 579 disegni esecutivi su lucido, proviene dallo studio di Ignazio Gardella ed è stato legalmente donato allo CSAC nel 1982. La seconda parte del fondo, depositata allo CSAC dal figlio architetto Jacopo Gardella e dagli altri eredi nel 2005, è in corso di donazione legale. Le lastre in vetro e triacetato sono consultabili sulle riproduzioni in b.n. stampate nel 2005.
Parte dell'archivio Gardella, Archivio Storico Gardella Oleggio, ancora di proprietà della famiglia conserva i documenti storici d'archivio di quattro generazioni di architetti e artisti e la biblioteca privata di famiglia.
Antonio Monestiroli ha condotto una lunga intervista con Gardella nel 1995, pochi anni prima della morte dell'architetto. L'intervista è stata poi interamente pubblicata da Monestiroli nel volume "L'architettura secondo Gardella".
Ignazio Gardella muore a Oleggio nel 1999.

## Opere e progetti

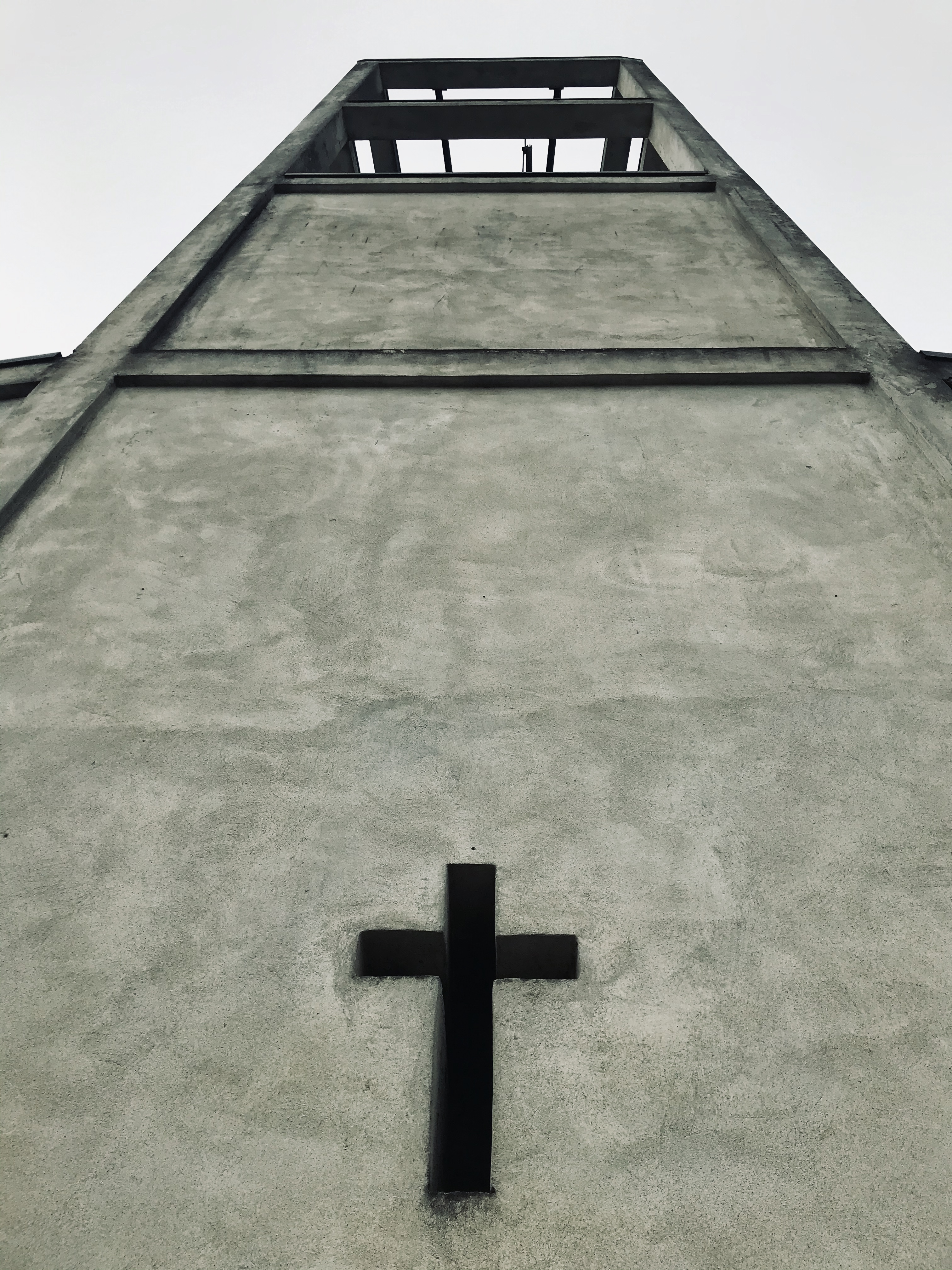
La chiesa del Centro Riabilitativo Polifunzionale Teresio Borsalino, ad Alessandria

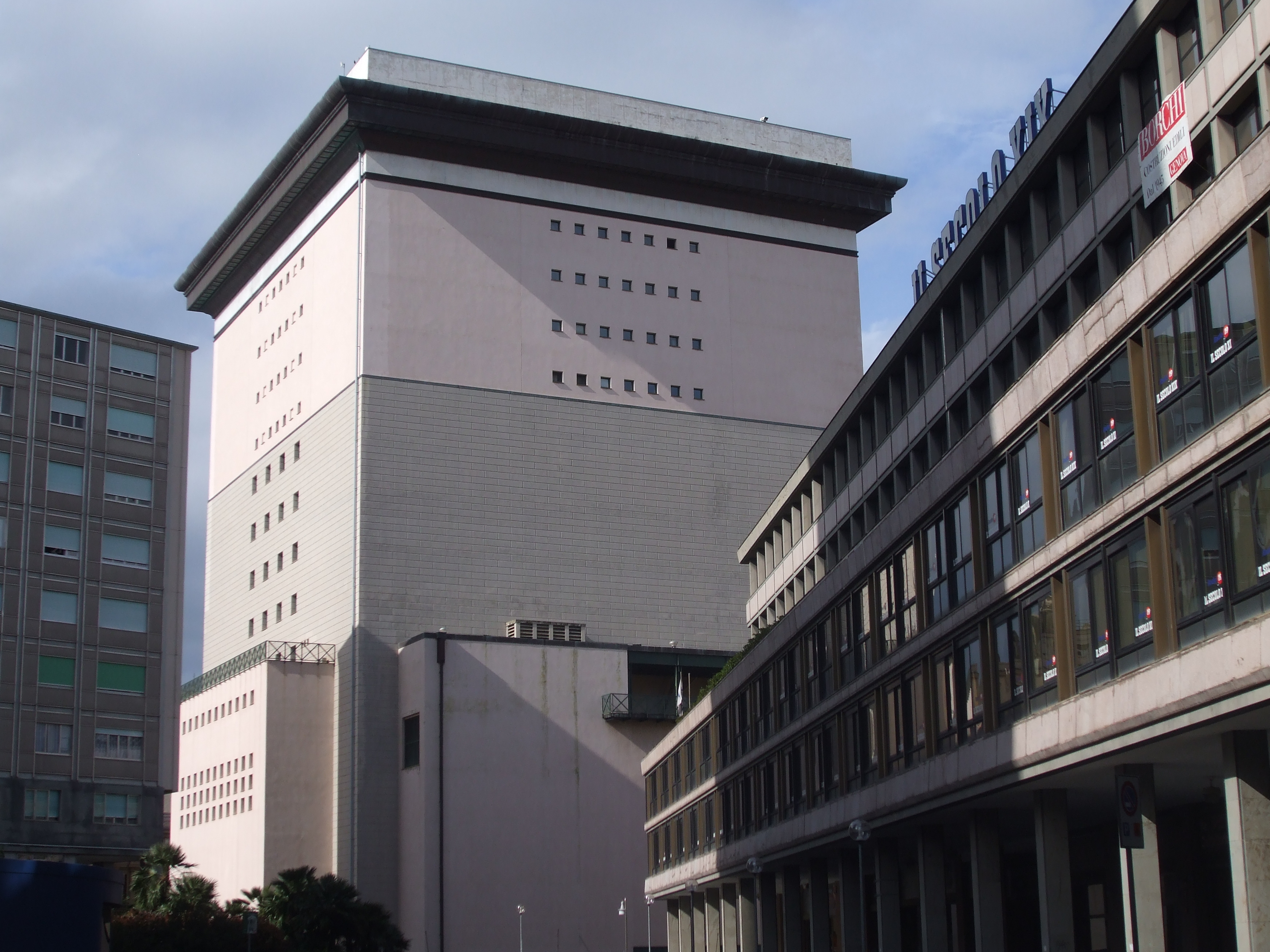
Teatro Carlo Felice a Genova

Prospetto di casa alle Zattere, Venezia

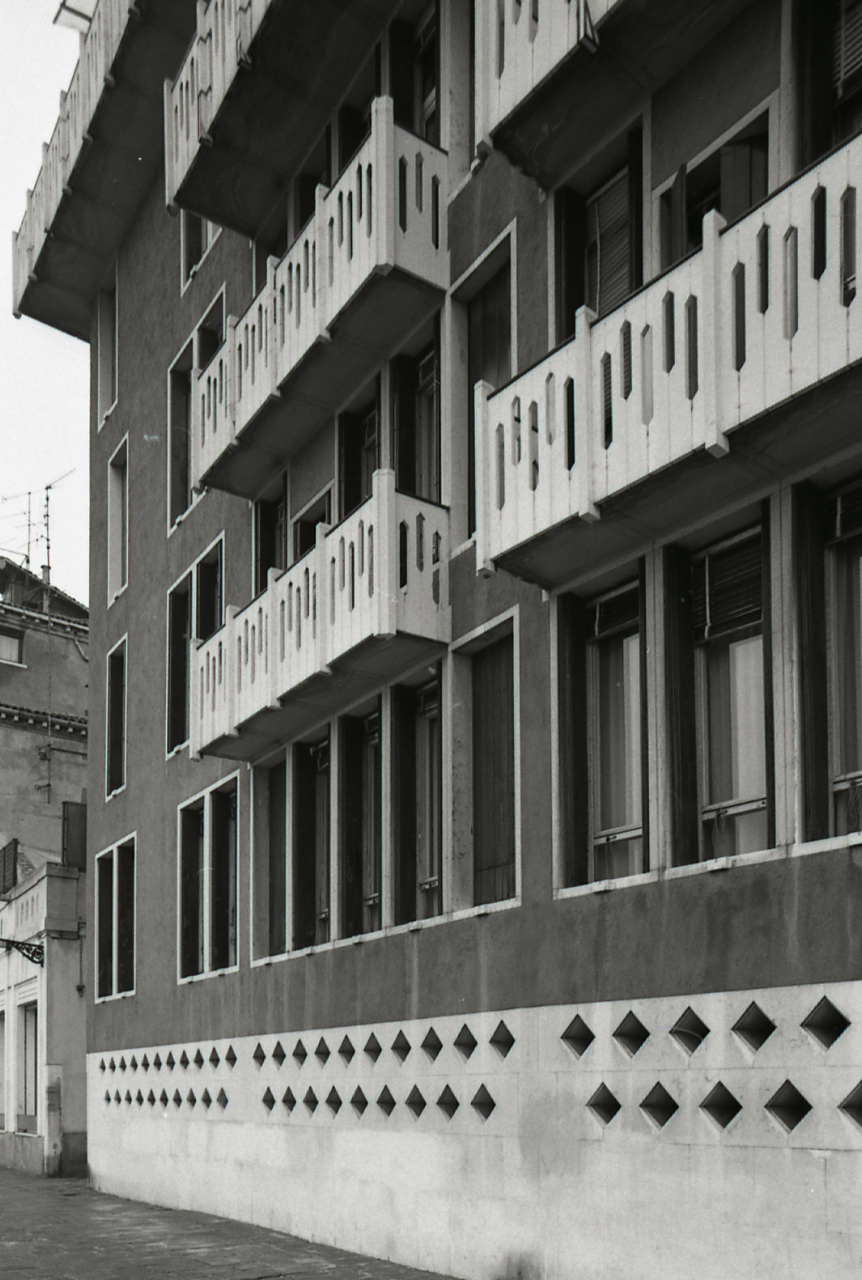
Casa alle Zattere, Venezia. Foto di Paolo Monti, 1982

- 1933-36 Ampliamento della Villa Borletti a Milano.
- 1934 Progetto di concorso per la torre littoria di piazza del Duomo a Milano (non realizzato).
- 1934-38 Dispensario antitubercolare di Alessandria
- 1937-39 Laboratorio Provinciale di igiene e profilassi ad Alessandria
- 1944 Redazione del piano Milano-Verde (con il gruppo della rivista Casabella tra cui Franco Albini, Giuseppe Pagano e Giovanni Romano);
- 1946-53 Casa Tognella, detta Casa al Parco, a Milano
- 1947 Casa del Viticoltore
- 1947-54 Padiglione d'Arte Contemporanea di Milano (PAC) (ristrutturata dallo stesso architetto - con il figlio Jacopo Gardella - nel 1996 dopo l'attentato del 1993).
- 1950-52 Quartiere "Mangiagalli" di Milano (con Franco Albini)
- 1952 Case Borsalino ad Alessandria.
- 1953-56 Sale dei Primitivi e del Primo Rinascimento fiorentino alla Galleria degli Uffizi (con Carlo Scarpa e Giovanni Michelucci)
- 1953-58 Casa alle Zattere a Venezia[13]
- 1954-59 Chiesa ed edifici parrocchiali a Cesate (con Anna Castelli Ferrieri)
- 1958 Mensa aziendale Olivetti nel complesso industriale di Ivrea.
- 1962-1966 Complesso residenziale Cala del Pozzo, presso il porto turistico di Punta Ala (GR)
- 1963-94 Palazzo di Giustizia della Spezia.[9]
- 1964-65 Chiesa di Sant'Enrico a San Donato Milanese
- 1965-69 Chiesa di San Nicolao della Flue a Milano
- 1968-1972 Edificio residenziale, Via Zara 38, Genova.
- 1969 Uffici Alfa Romeo ad Arese (con Anna Castelli Ferrieri e Jacopo Gardella).
- 1969 Progetto per il teatro di Vicenza (non realizzato).
- 1969 Complesso parrocchiale e Chiesa di San Giovanni Apostolo ed Evangelista di Macchitella a Gela (con Anna Castelli Ferrieri).
- 1969-75 Piano particolareggiato della zona di San Donato e San Silvestro a Genova (realizzato differentemente e parzialmente, con Silvano Larini, coll. Jacopo Gardella, Daniele Vitale, Giuliano Nardi) .
- 1975-89 Facoltà di Architettura di Genova.
- 1981-90 Teatro Carlo Felice a Genova (con Aldo Rossi, Fabio Reinhart e Angelo Sibilla).
- 1993 Palazzo Esselunga a Sesto Fiorentino
- 1996-99 Centro Direzionale Amministrativo a Biella con Fabio Nonis, Carlo Alberto Maggiore, Clara Martinato.

## Riconoscimenti
- 1955 – Premio nazionale Olivetti per l'Architettura
- 1996 – Leone d'oro alla carriera alla Mostra internazionale di architettura di Venezia (Biennale di Venezia)
- Membro onorario del RIBA (Royal Institute of British Architects)
- Membro dell'Accademia nazionale di San Luca
- Socio onorario dell'Accademia di Belle Arti di Brera